# داريا بيلوديد
داريا بيلوديد (بالأوكرانية:  Дар'я Геннадіївна Білодід) من مواليد 10 أكتوبر 2000. هي لاعبة جودو أوكرانية. حازت على بطولة العالم لسنة 2019 وميدالية ذهبية في الألعاب الأوروبية لعام 2019 في وزن 48 كجم.

## روابط خارجية
- داريا بيلوديد على موقع الفيدرالية الدولية للجودو (الإنجليزية)
- داريا بيلوديد على موقع JudoInside.com (الإنجليزية)
- داريا بيلوديد على موقع AllJudo.net (الفرنسية)
- داريا بيلوديد على موقع اللجنة الأولمبية الدولية (الإنجليزية)
- داريا بيلوديد على موقع أوليمبيديا (الإنجليزية)